# Чубачин, Арсений Алексеевич
Арсений Алексеевич Чубачин (9 сентября 1989, Новосибирск) — российский музыкант, виолончелист, лауреат международных конкурсов и фестивалей.
Обладатель Гран-при на Международном конкурсе им. Глазунова в Париже (2007) и V Международном конкурсе виолончелистов в Берлине (2011), первой премии на Международном конкурсе «Концертино Прага» (2006).
По оценке Максима Дунаевского, презентации Московской консерватории и телеканала «Культура», Арсений Чубачин, которого отличает виртуозное владение инструментом и сольное исполнительское мастерство, принадлежит к новому поколению «звёзд» российской музыки.

## Биография
Родился 9 сентября 1989 года в Новосибирске в семье Алексея Валерьевича Чубачина, контрабасиста Академического симфонического оркестра Санкт-Петербургской филармонии под управлением Юрия Темирканова, и Натальи Геннадьевны Чубачиной, шеф-костюмера Мариинского театра. Обучаться игре на виолончели начал в возрасте 5 лет. После переезда в Санкт-Петербург учился в Центральной музыкальной школе при Санкт-Петербургской государственной консерватории имени Н. А. Римского-Корсакова в классе профессора Марка Рейзенштока. В 2002 году был принят в Академический музыкальный колледж при Московской государственной консерватории имени П. И. Чайковского по классу профессора Алексея Селезнёва. Колледж Арсений окончил в 2009 году, в самой Консерватории по состоянию на 2015 год продолжает обучение.
В 2006 году Чубачин удостоен гранта Президента России.
С 2009 года Чубачин обучается в Высшей Школе Музыки «Hanns Eisler» в Берлине — при поддержке немецкого частного фонда принцессы К.-М. фон Бисмарк по классу профессора Михаэля Зандерлинга.
В 2010 году получил премию международной программы поддержки искусства «Kempinski arts support program», Швейцария.
С 2011 года непродолжительное время стажировался у народной артистки СССР Натальи Гутман в Высшей школе музыки во Фьезоле (Италия).

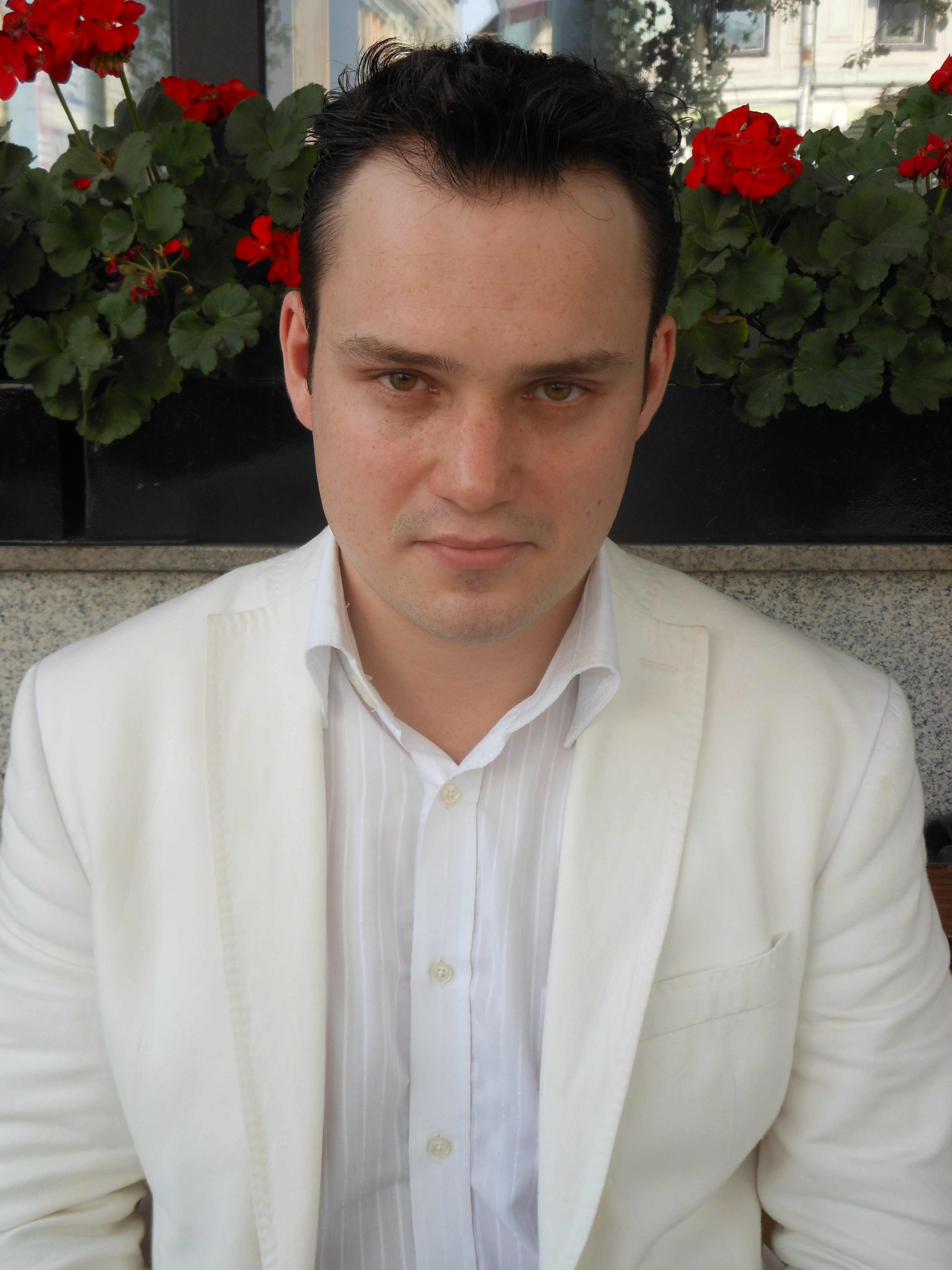
Между репетициями.
Москва, июль 2015

Среди оркестров, с которыми выступал Чубачин: Государственная академическая симфоническая капелла России, Оркестр радио Берлина, Мюнхенский камерный оркестр, Оркестр Словацкого радио, Камерный оркестр «Musica viva», Камерный хор Московской консерватории и другие. В числе российских и зарубежных музыкантов, с которыми Чубачин выходил на сцену: саксофонист Игорь Бутман, вокалистка Антонелла Руджеро, дирижёры Кент Нагано, Гидон Кремер, Юрий Симонов, Дмитрий Крюков, виолончелисты Михаэль Зандерлинг, Александр Рудин,  Амос Тальмон, кларнетист Артур Назиуллин, композитор Максим Дунаевский, пианист Павел Нерсесян, скрипач Никита Борисоглебский и другие.
Арсений ежегодно выступает на международных фестивалях: «Вербье фестиваль», Швейцария; “Crescendo-Festival”, Санкт-Петербург; “Young euro classics”, Берлин; «Звёзды Байкала», Иркутск; Фестиваль Моцарта в Стамбуле; «Boheme festival», Прага; «Звёзды XXI века», Самара; «Apogee-Festival», Нью-Йорк; первый Международный фестиваль памяти М. Ростроповича, Москва, Фестиваль памяти Ростроповича, Баку.
Чубачин исполнял партию виолончели в концертных залах: Большой зал Московской консерватории,  Большой Зал Санкт-Петербургской филармонии, «Lincoln center» в Нью-Йорке, Берлинская филармония, Театр на Елисейских полях в Париже,  “Prinzregenten” театр и «Herkulessaal» в Мюнхене; “Rudolphinum hall” в Праге, Кремлёвский дворец в Москве.
На неакадемических площадках виолончелист Чубачин играет также джаз, кроссовер, популярную классику и танцевальную музыку, упоминался музыковедами как исполнитель, «особо чувствующий „пространство танго“».
В мае 2014 года на фестивале памяти Ростроповича в Баку Чубачин осуществил мировую премьеру ряда известных произведений в интерпретации для виолончели.
3 июля 2015 года выступил в Большом зале Московской консерватории с сольным концертом # 2 для виолончели с оркестром си минор Дворжака в сопровождении Государственной академической симфонической капеллы России (дирижёр Дмитрий Крюков).

## Достижения
- 2002, Москва: Всероссийский конкурс «Новые имена»;
- 2006, Санкт-Петербург: Фестиваль «Crescendo» (специальная премия Дениса Мацуева);
- 2006, Прага: Международный конкурс «Концертино Прага» (I премия);
- 2007, Париж: Международного конкурса им. Глазунова (Гран-при);
- 2007, Мюнхен: Международный конкурс ARD;
- 2008, Стокгольм: Шведский национальный конкурс;
- 2009, Берлин: «Boris Pergamenschikov prize».
- 2011, V Международный конкурс виолончелистов в Берлине (Гран-при)[2].

## Личная жизнь
Арсений Чубачин не женат. Живёт в России и Германии.